# Комаров, Виктор Викторович
Ви́ктор Ви́кторович Комаро́в (17 февраля 1994, Челябинск) — российский хоккеист, нападающий клуба «Динамо-Алтай», выступающего в ВХЛ.

## Карьера
Воспитанник челябинского «Трактора». С 2011 по 2015 год выступал в системе СКА за команды МХЛ «Серебряные Львы» и «СКА-1946» и в ВХЛ за команду «СКА-Нева», которая в период выступлений также называлась «ХК ВМФ», «ВМФ-Карелия» и «СКА-Карелия». В сезоне 2014/15 в составе «СКА-1946» стал финалистом чемпионата МХЛ.
В 2015 году перешёл в «Ладу». Дебютировал в КХЛ 9 октября в игре против московского «Динамо». Всего в двух сезонах провёл за клуб 96 матчей, забросив 18 шайб.
1 мая 2017 года подписал двухгодичный контракт со СКА, в котором провёл предсезонную подготовку, принял участие в турнире Sochi Hockey Open, а затем был обменян в «Спартак» на другого челябинского хоккеиста, вратаря Никиту Лысенкова.